# 3968 Koptelov
3968 Koptelov este un asteroid din centura principală, descoperit pe 8 octombrie 1978 de Liudmila Cernîh.